# Exclusive (film, 1937)
Pour les articles homonymes, voir Exclusive (homonymie).
Pour plus de détails, voir Fiche technique et Distribution.
Exclusive est un film américain en noir et blanc réalisé par Alexander Hall, sorti en 1937.

## Synopsis
Blanchi d'un crime, le gangster Charles Gillette cherche à se venger des habitants de Mountain City qui ont cherché à le mettre derrière les barreaux, notamment le colonel Bogardus, propriétaire d'un journal influent. Gillette achète le Sentinel, rival du World, et tente d'engager le journaliste vedette Ralph Houston comme rédacteur en chef, mais Ralph refuse.
Gillette utilise alors la petite amie de Ralph, Vina Swain, pour dénicher des informations sur ses ennemis. Un article sur le candidat à la mairie Horace Mitchell entache sa réputation et entraîne un suicide. Tod Swain, un rédacteur en chef du World, réprimande Vina pour son mauvais jugement. Gillette entreprend ensuite de ruiner le propriétaire d'un grand magasin en demandant à son homme de main, Beak McArdle, d'organiser un accident d'ascenseur qui cause la mort et de graves blessures à Ralph.
La vie de Vina est en danger lorsque Gillette ordonne à McArdle de l'assassiner pour qu'elle ne puisse jamais dire ce qu'elle sait. Tod l'aide à revenir saine et sauve, puis pousse Gillette à avouer l'accident de l'ascenseur. Le Sentinel est vendu à la ville, et c'est un Ralph rétabli qui décide de le diriger.

## Fiche technique
- Titre français : Exclusive
- Titre original : Exclusive
- Réalisation : Alexander Hall
- Producteur : Benjamin Glazer
- Société de production : Paramount Pictures
- Société de distribution : Paramount Pictures
- Scénario : Jack Moffitt, Sidney Salkow, Rian James
- Musique : John Leipold, Milan Roder
- Photographie : William C. Mellor
- Montage : Paul Weatherwax
- Pays : États-Unis
- Format : noir et blanc - 35 mm - 1,37:1 - Son : Mono (Western Electric Mirrophonic Recording)
- Genre : Drame
- Durée : 85 minutes
- Dates de sortie : 
  - États-Unis : 6 août 1937
  - France : 26 janvier 1938

## Distribution
- Fred MacMurray : Ralph Houston
- Frances Farmer : Vina Swain
- Charlie Ruggles : Tod Swain
- Lloyd Nolan : Charles Gillette
- Fay Holden : Mrs. Swain
- Ralph Morgan : Horace Mitchell
- Edward H. Robins : Colonel Bogardus
- Harlan Briggs : Springer
- Willard Robertson : Mr. Franklin
- Horace McMahon : Beak McArdle
- William Mansell : Formby
- Steve Pendleton : Elliott
- Chester Clute : Garner
- Irving Bacon : Dr. Boomgarten
- Frank Bruno : Lollipop
- James Blakeley : Mr. Walton
- Sam Hayes : annonceur radi